# Alsodes verrucosus
Alsodes verrucosus es una especie  de anfibios de la familia Alsodidae.

## Distribución geográfica
Se encuentra en Chile y, posiblemente en Argentina. 

## Estado de conservación
Se encuentra amenazada de extinción por la pérdida de su hábitat natural.